# Villers-Cernay
Villers-Cernay és un municipi francès situat al departament de les Ardenes i a la regió del Gran Est. L'any 2007 tenia 319 habitants.

## Demografia

### Població
El 2007 la població de fet de Villers-Cernay era de 319 persones. Hi havia 128 famílies de les quals 28 eren unipersonals (16 homes vivint sols i 12 dones vivint soles), 48 parelles sense fills, 48 parelles amb fills i 4 famílies monoparentals amb fills.
La població ha evolucionat segons el següent gràfic:
Habitants censats

### Habitatges
El 2007 hi havia 143 habitatges, 128 eren l'habitatge principal de la família, 5 eren segones residències i 10 estaven desocupats. 138 eren cases i 5 eren apartaments. Dels 128 habitatges principals, 112 estaven ocupats pels seus propietaris, 14 estaven llogats i ocupats pels llogaters i 2 estaven cedits a títol gratuït; 7 tenien tres cambres, 32 en tenien quatre i 89 en tenien cinc o més. 99 habitatges disposaven pel capbaix d'una plaça de pàrquing. A 48 habitatges hi havia un automòbil i a 71 n'hi havia dos o més.

### Piràmide de població
La piràmide de població per edats i sexe el 2009 era:
| Homes | Edats   | Dones |
| ----- | ------- | ----- |
| 0     | 95 o +  | 0     |
| 0     | 90 a 94 | 0     |
| 0     | 85 a 89 | 0     |
| 0     | 80 a 84 | 0     |
| 0     | 75 a 79 | 4     |
| 0     | 70 a 74 | 4     |
| 16    | 65 a 69 | 4     |
| 8     | 60 a 64 | 16    |
| 12    | 55 a 59 | 4     |
| 16    | 50 a 54 | 8     |
| 20    | 45 a 49 | 32    |
| 12    | 40 a 44 | 8     |
| 12    | 35 a 39 | 20    |
| 0     | 30 a 34 | 0     |
| 0     | 25 a 29 | 4     |
| 4     | 20 a 24 | 12    |
| 20    | 15 a 19 | 8     |
| 12    | 10 a 14 | 20    |
| 4     | 5 a 9   | 12    |
| 12    | 0 a 4   | 4     |

## Economia
El 2007 la població en edat de treballar era de 216 persones, 164 eren actives i 52 eren inactives. De les 164 persones actives 146 estaven ocupades (84 homes i 62 dones) i 18 estaven aturades (7 homes i 11 dones). De les 52 persones inactives 16 estaven jubilades, 15 estaven estudiant i 21 estaven classificades com a «altres inactius».

### Ingressos
El 2009 a Villers-Cernay hi havia 135 unitats fiscals que integraven 332 persones, la mediana anual d'ingressos fiscals per persona era de 18.031,5 €.

### Activitats econòmiques
Dels 2 establiments que hi havia el 2007, 1 era d'una empresa de fabricació d'altres productes industrials i 1 d'una empresa de construcció.
L'únic servei als particulars que hi havia el 2009 era una fusteria.
L'any 2000 a Villers-Cernay hi havia 8 explotacions agrícoles.

## Poblacions més properes
El següent diagrama mostra les poblacions més properes.